# DP輕機槍
DP輕機槍（意为捷格加廖夫步兵机枪），是一款由蘇聯人瓦西里·捷格加廖夫於1927年研製成功，1928年裝備蘇聯紅軍的輕機槍。其官方縮稱為DP（ДП）或DP-27（ДП-27），但經常被非俄語國家的大眾稱為DP-28。

## 設計特色

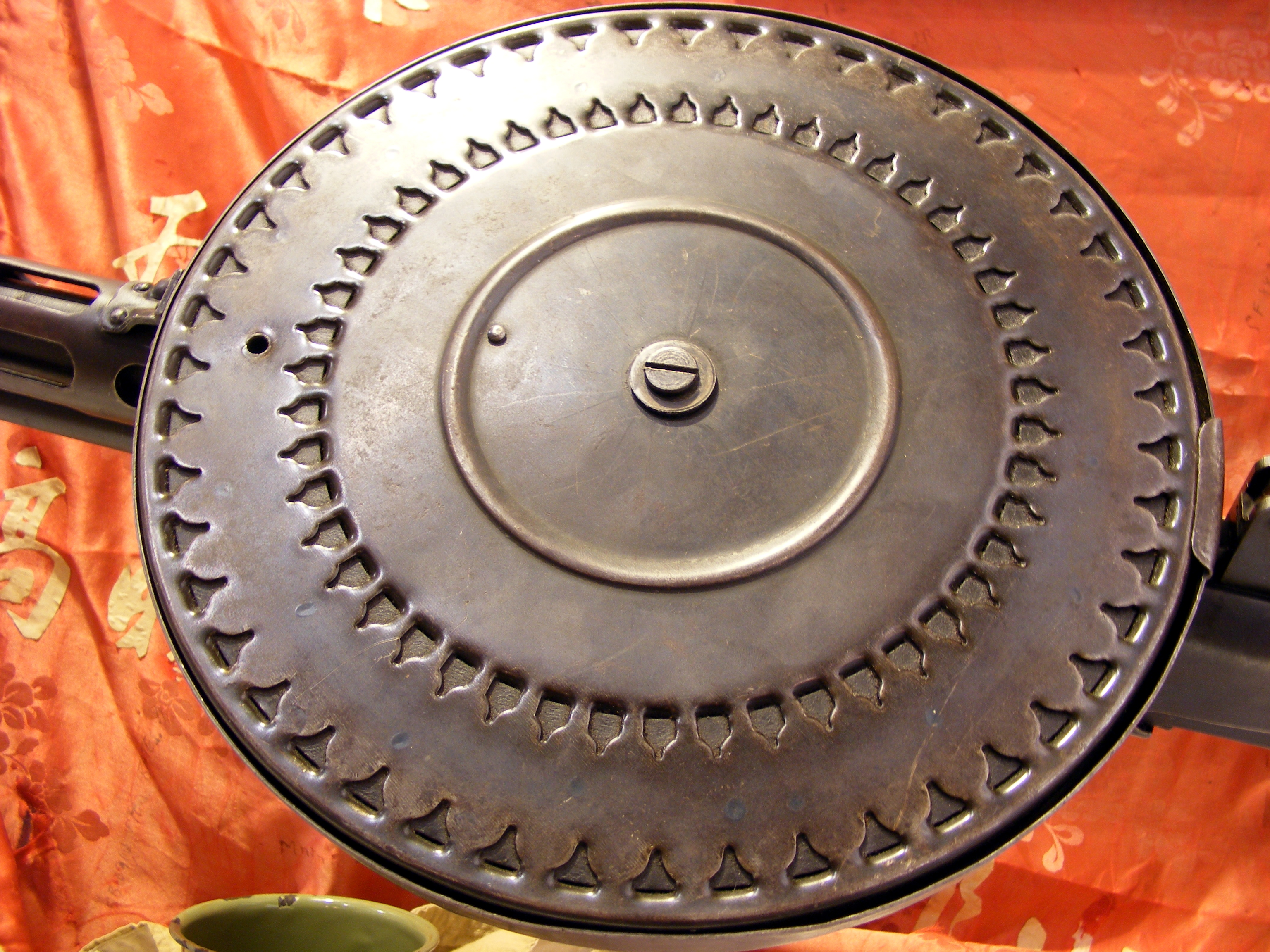
DP輕機槍的47發裝彈盤

DP輕機槍結構非常簡單，零件多為切削加工。採用導氣式，其閉鎖方式被稱為魚鰓式，特點是用兩個左右设置的闭锁擋片，當撞針向前時强迫擋片向外伸出卡在機匣内侧的闭锁面以形成閉鎖，當枪机框向后运动时，上边的开槽与闭锁擋片相互作用使其收回使枪机框能带动枪机向后运动开锁，此種閉鎖方式由瑞典人發明，由於類似魚類呼吸故名魚鰓式。优点是没有一般旋转闭锁枪机的“旋转”过程，也不需要在枪管／枪管节套末端加工闭锁需要的突起和开槽，比较方便生产。缺点是如果在组装武器时遗漏闭锁挡片，武器仍然有可能上膛并击发而导致故障甚至事故。其複進簧套在活塞桿上，虽然减小了机匣长度，但长期使用后，复进簧受熱，彈力会逐渐減弱最终引发故障，必须更换。DP輕機槍在外表上最大的特徵是其槍身上方的47發裝彈盤，由於它發射的莫辛-納甘步槍彈是有底緣子彈且弹壳锥度较大，若用常规双排彈匣裝彈（尤其是大容量弹匣）的話容易引起底缘互相咬合导致的供弹故障，且弹匣弯度会非常大。這種彈盤裡的子彈其彈尖向著圓心而彈底向著圓周，通过一个发条驱动旋转。虽然这个弹盘大幅降低了全枪的高度，但横向尺寸相当可观且质量不小，装填不方便，需要一手拉住弹盘上的皮绳旋转一定角度然后塞入一发枪弹并重复47次。DP轻机枪的枪管可以快速更换，不过由于轻机枪并不需要持续射击那么长的时间且DP轻机枪射速较低，这个功能很少使用。枪管前方有一个锥形消焰器，携行时可以拧下后倒过来装上，降低武器长度。

## 主要衍生型號
- DPM

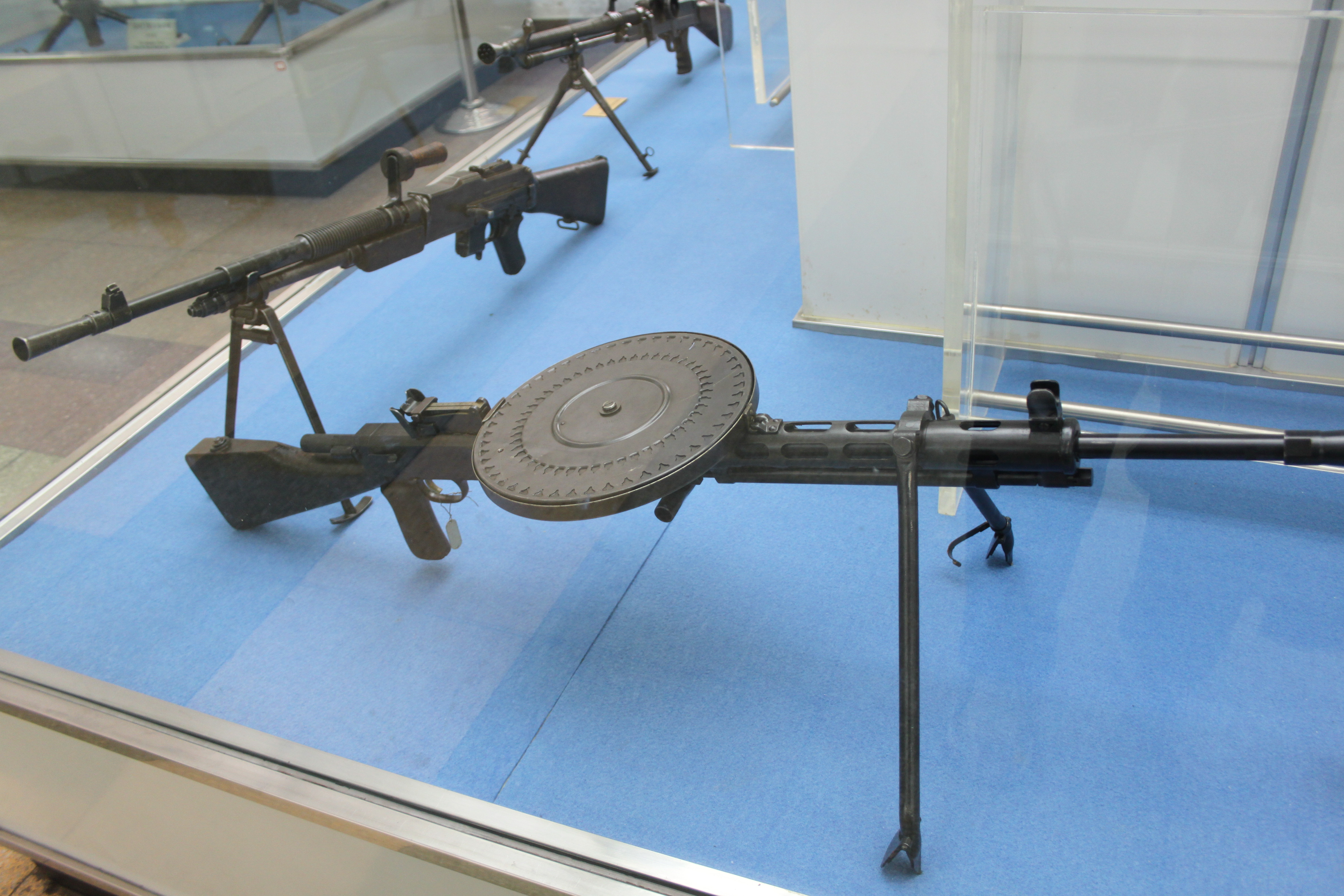
DPM輕機槍

DP輕機槍的改良型，把其複進簧改成裝在機匣後方的複進箕套中，槍身後方改用手槍型扳機
- DA

航空用機槍，主要作為轟炸機用防衛機槍
- DT/DTM

車載機槍，主要作為T-34坦克的同軸機槍和車前機槍。该枪枪管更重，采用双层弹盘，装备可伸缩金属枪托和手枪握把。 
- DTM-4

DTM四聯裝車載機槍衍生型。
- RP46

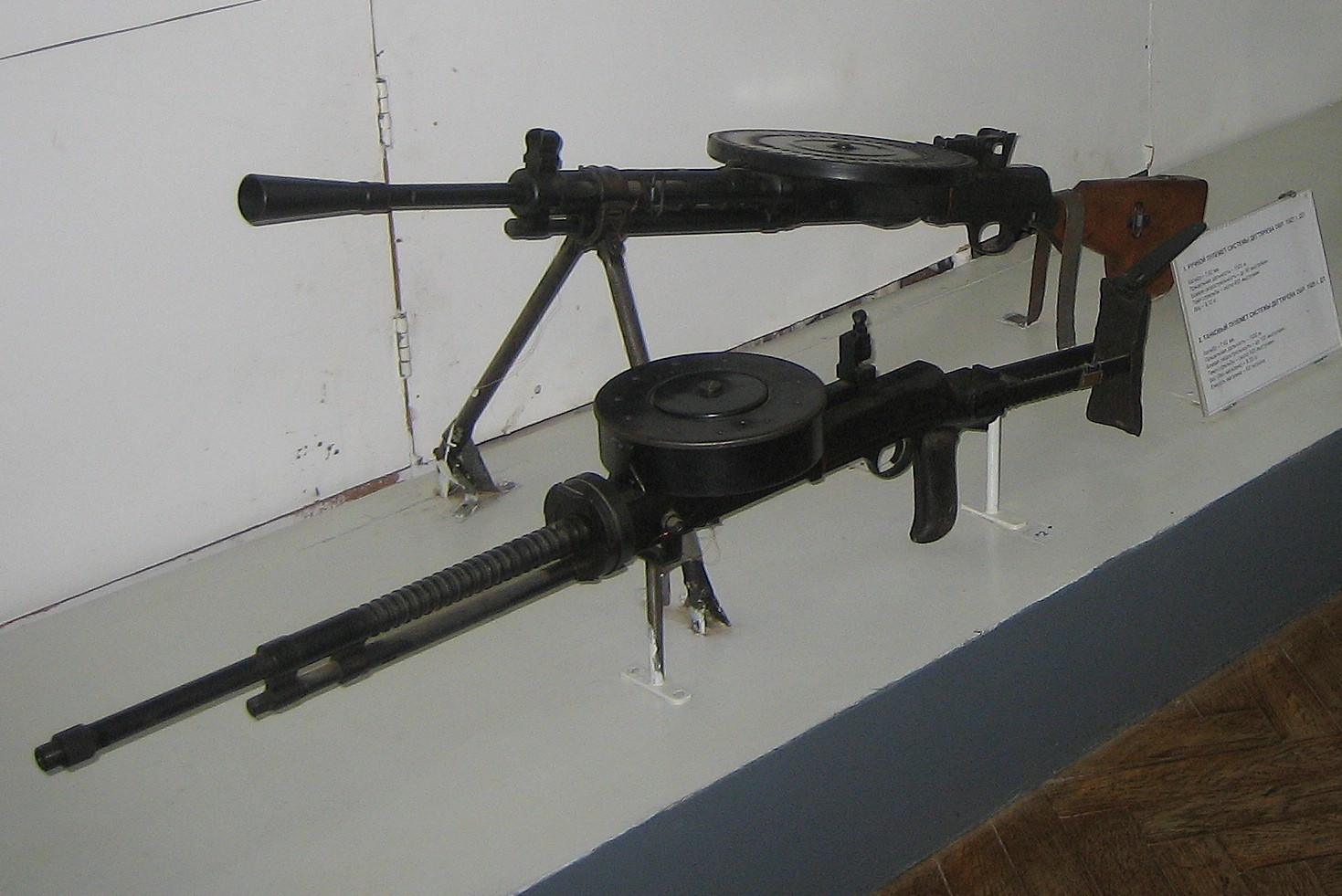
DT機槍（前）和DP機槍（後）

採用金屬彈鏈給彈的派生型号，用弹链供弹以提升火力持续性，达到类似通用机枪的战斗效能。RP46在DP的基础上添加了一个可拆卸的弹链供弹系统，安装在原来弹盘的位置。这个供弹系统靠拉机柄的前后运动来驱动。如果拆掉这个系统，RP46仍然可以通用DP的弹盘。除此以外，RP46新增了火药气体调节器，枪管加重以利于长时间射击。

## 實戰使用

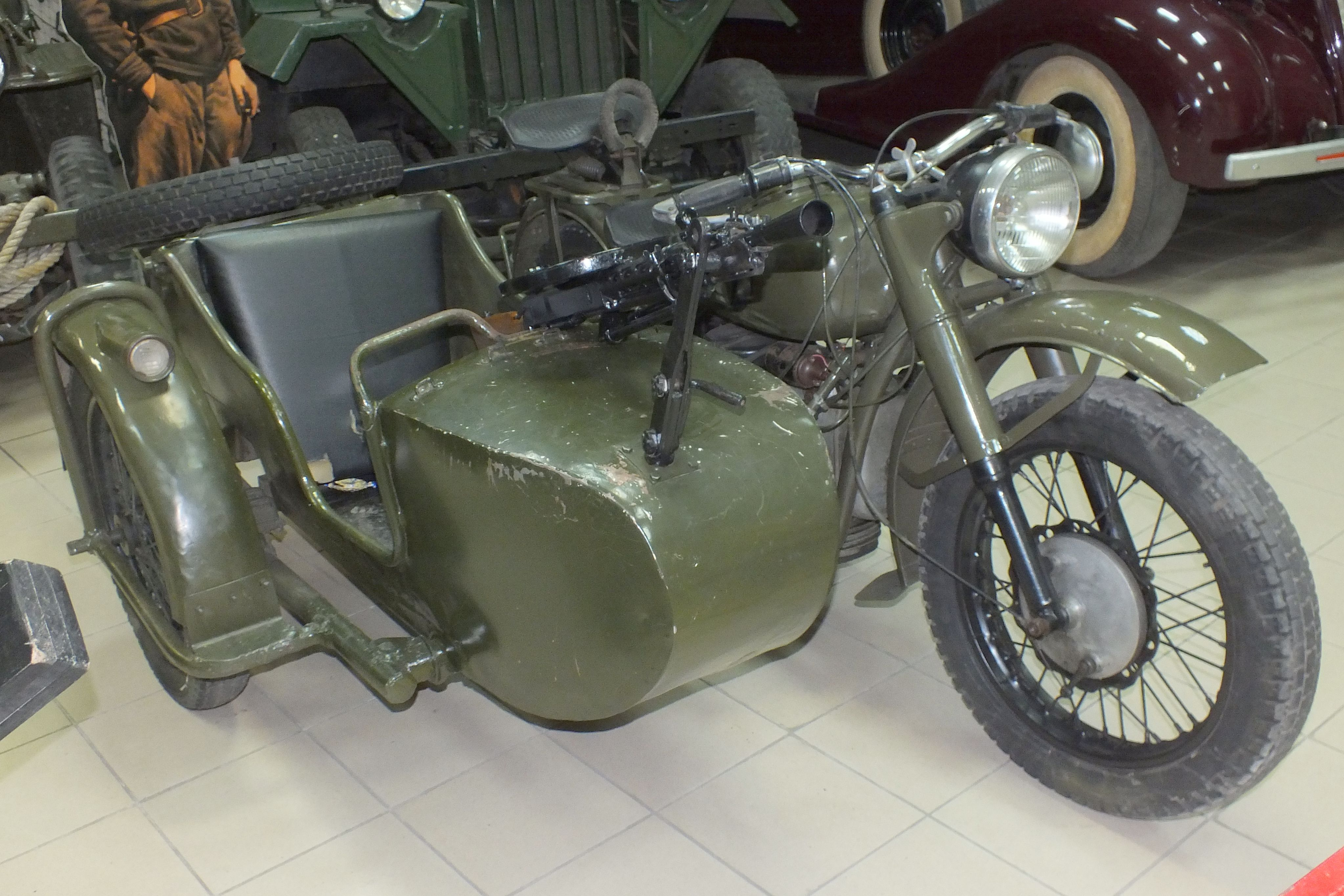
一輛在邊車加裝一挺DP輕機槍的M72摩托車

DP輕機槍最早在1930年代蘇聯入侵新疆期間首度投入實戰使用。在西班牙內戰也作為蘇聯軍援物資供應西班牙共和黨軍使用。在日蘇邊界衝突中，蘇軍也裝備了DP輕機槍。第二次中日戰爭期間，中華民國透過蘇聯的軍事援助獲得DP輕機槍。冬季戰爭期間，芬蘭國防軍士兵從入侵芬蘭的蘇軍手上繳獲了8,000多挺DP，並用來裝備部隊。在第二次世界大戰的德蘇戰爭、繼續戰爭和八月風暴行動當中DP已大量裝備蘇軍部隊，不單用於步兵，也用於車載。二戰過後，蘇聯以RPD輕機槍取代DP，盈餘的DP被作為軍援物資供應中華人民共和國和朝鮮民主主義人民共和國用於韓戰，以及越南民主共和國和越南南方民族解放陣線用於越戰。另於冷戰期間發生在東南亞、中東和非洲等地的一些武裝衝突仍可發現DP的身影。DP的最近一次使用是在2011年利比亞內戰、2011年敘利亞內戰、2014年頓巴斯戰爭和2022年俄羅斯入侵烏克蘭。

## DP輕機槍在中國

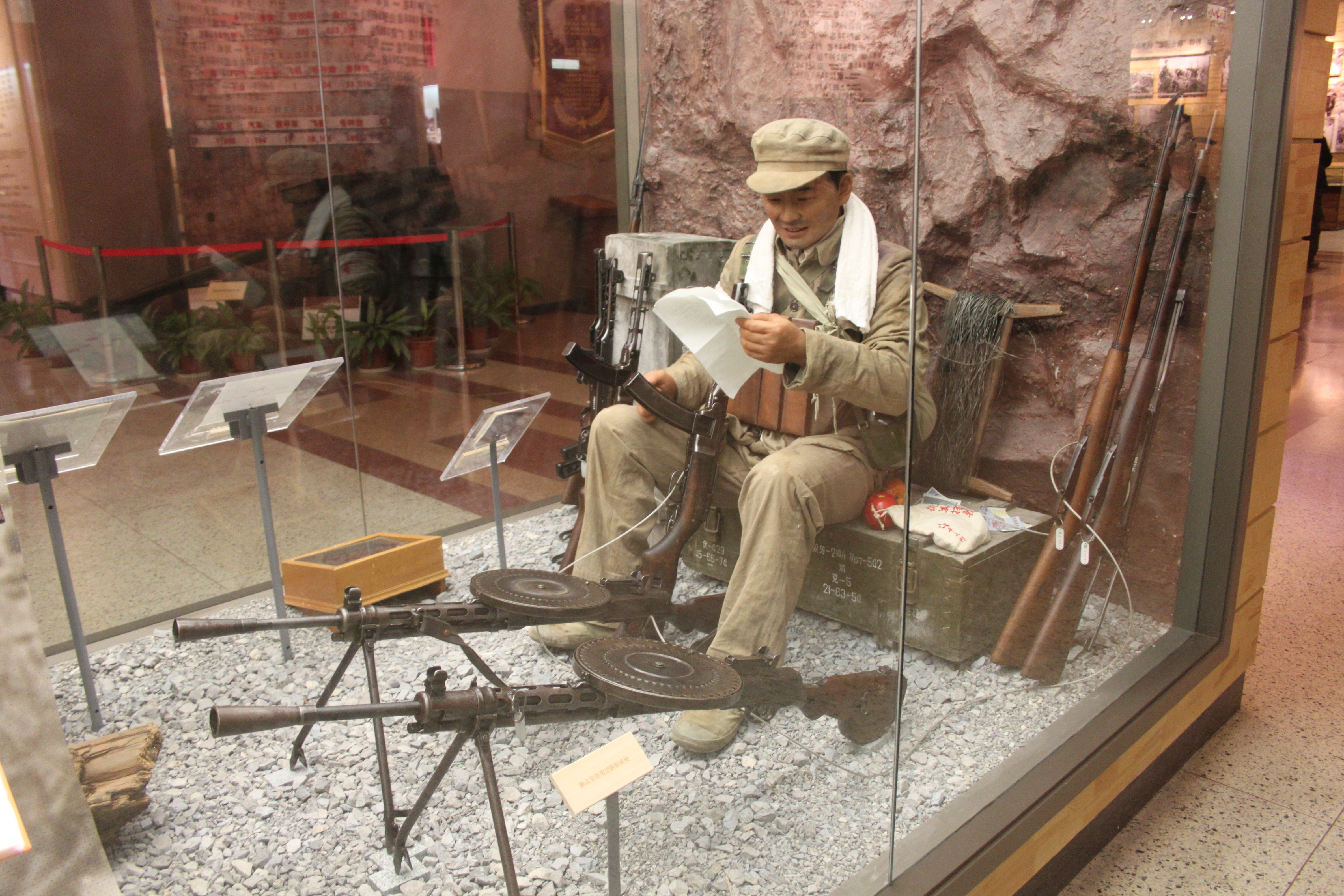
韓戰中國志願軍與DP輕機槍

中國國民政府在第二次中日戰爭期間得到由蘇聯提供的5,600挺DP輕機槍，八路軍和新四軍也得到一批，在國共內戰期間更出現雙方使用DP輕機槍互相開火的情況。韓戰期間，中國人民志願軍也攜帶DP輕機槍進入朝鮮半島參戰。後來中華人民共和國仿製了DPM並命名為53式輕機槍，除了自用外也曾提供給北越和越南南方民族解放陣線用於越戰。

## 現況
蘇聯在二戰結束後就相繼以RPD輕機槍及RPK輕機槍等較新型的輕機槍取代了DP輕機槍，不過至今有少數第三世界國家的軍隊及非正規部隊仍在使用。DP輕機槍還曾出現在索馬里內戰及2011年利比亞內戰等最近的武裝衝突當中。

## 使用國家

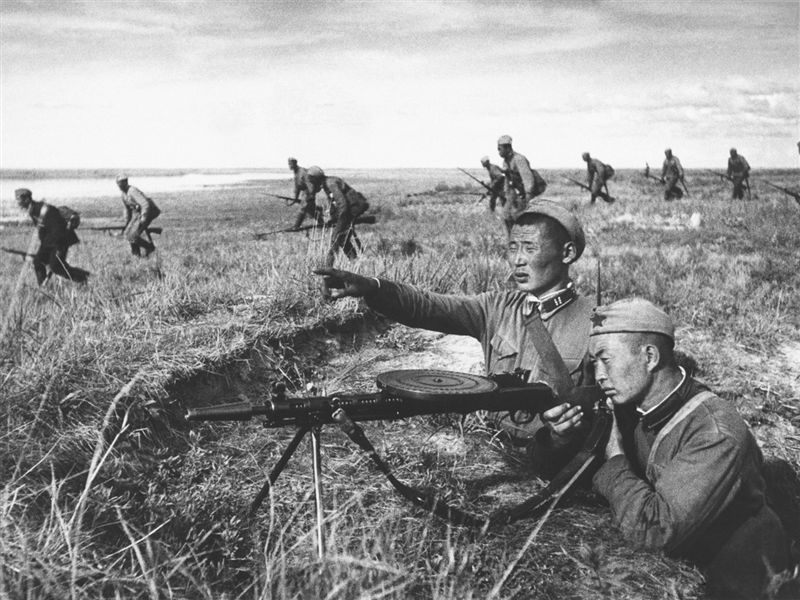
諾門罕戰役中的蒙古人民軍士兵使用DP輕機槍

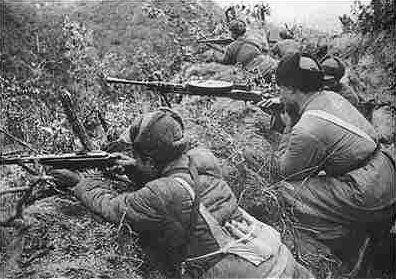
上甘嶺戰役中的中國人民志願軍士兵使用DP輕機槍

- 阿爾巴尼亞社會主義人民共和國[1]
- 阿尔及利亚[1]
- 安哥拉
- [1]
- 中非[1]
- 中華民國
- 中华人民共和国
- [1]
- 刚果共和国[1]
- 古巴[1]
- 赤道几内亚[1]
- 衣索比亞[1]
- 芬兰
- ：繼承自前蘇聯。
- 东德
- 匈牙利人民共和国[1]
- [1]
- 利比亞[1]
- 蒙古人民共和国：由蘇聯供應。
- 奈及利亞[1]
- 波蘭人民共和國
- 俄羅斯：繼承自前蘇聯，在俄羅斯入侵烏克蘭期間仍有使用。
- 塞舌尔[1]
- [1]
- 苏联
- 西班牙第二共和国
- 苏丹[1]
- 叙利亚[2]
- 坦桑尼亚[1]
- 多哥[1]
- 图瓦人民共和国：由蘇聯供應。
- 乌干达
- 乌克兰：繼承自前蘇聯，在俄羅斯入侵烏克蘭期間仍有使用。
- 越南
- 南斯拉夫社會主義聯邦共和國

## 流行文化

### 電影
- 1956年—《上甘嶺》：由中國人民志願軍士兵所使用。
- 2004年—：由朝鮮人民軍士兵所使用。
- 2004年—《帝國毀滅》：由德意志國防軍士兵所使用。
- 2011年—《登陸之日》：由蘇聯紅軍戰車兵和德意志國防軍士兵所使用。
- 2013年—《史達林格勒》：由蘇聯紅軍士兵所使用。
- 2015年—：由蘇聯紅軍士兵所使用。
- 2020年—《卡拉希尼柯夫（英语：AK-47 (2020 film)）》：由蘇聯紅軍士兵所使用，也被用於武器測試。

### 電子遊戲
- 2002年—《戰地風雲1942》：DP為突擊兵職階專用武器。
- 2004年—《戰地風雲：越南》：中華人民共和國53式輕機槍為越共陣營的武器。
- 2008年—《決勝時刻：戰爭世界》：以“DP-28”的名義在聯機模式中登場，可由所有陣營使用。
- 2012年—《战争前线》：型号为DP-27，命名为「DP-27」，使用木制握把枪托並以60发弹盘供彈，射击时奇怪的弹盘不会转动。为步枪手专用武器，可以通过抽奖获得，并可以改装瞄准镜（EOTECH 553全息瞄准镜、绿点全息瞄准镜、红点瞄准镜），无法改装枪口配件以及战术导轨配件，預設裝備双脚架。拥有黄金版本，强化射速与载弹量。
- 2014年—《英雄與將軍》：“DP-28”為蘇聯紅軍陣營武器。
- 2015年—：在Y5S3重製後，俄羅斯特種部隊幹員Tachanka的主武器改為DP-27輕機槍，火力強大。
- 2016年—《少女前线》：命名为“DP-28”，2星级機槍人形。
- 2017年—《絕地求生》：命名為“DP-28”，以47發盤狀彈匣供彈。隨機散落在島嶼各個地方，可加裝紅點瞄準鏡、全息瞄準鏡、6倍及以下高倍瞄準鏡。
- 2019年—《明日方舟》：來自《虹彩六號：圍攻行動》的近衛幹員Tachanka的主武器為標誌性、重製後的DP-27輕機槍。
- 2021年—《決勝時刻：先鋒》：命名為“DP27”。
- 2021年—《應徵入伍》：蘇聯科技樹研發解鎖的輕機槍。

## 外部連結
- The Battles of the Winter War（页面存档备份，存于）
- Modern Firearms – Degtyarev DP DPM RP-46
- Soviet DT-28 Repair and Operation Manual（页面存档备份，存于）（俄文）
- Degtyarov machine gun variants（俄文）
- Degtyaryov machine gun with Japanese Type 11 magazine hopper（页面存档备份，存于）
- https://web.archive.org/web/20140815074754/
- http://www.kalashnikov.ru/upload/medialibrary/7dc/06_16.pdf （页面存档备份，存于）
- https://www.youtube.com/watch?v=JHTtvNizmkE&t=97s （页面存档备份，存于） DP-27輕機槍分解介紹